# Cordia caput-medusae
Cordia caput-medusae là loài thực vật có hoa trong họ Mồ hôi. Loài này được Taub. mô tả khoa học đầu tiên năm 1893.